# Kanton Condom
Kanton Condom (fr. Canton de Condom) je francouzský kanton v departementu Gers v regionu Midi-Pyrénées. Skládá se ze 13 obcí.

## Obce kantonu
- Beaumont
- Béraut
- Blaziert
- Cassaigne
- Castelnau-sur-l'Auvignon
- Caussens
- Condom
- Gazaupouy
- Larressingle
- Ligardes
- Mansencôme
- Mouchan
- La Romieu